# Pansaruddens naturreservat
Pansaruddens naturreservat är ett naturreservat i Uppsala kommun i Uppsala län.
Området är naturskyddat sedan 1998 och är 297 hektar stort. Reservatet ligger sydost om sjön Vällen och består av granar och tallar och lövträd närmare sjön och även lite sumpskog. I östra delen finns  Älgmossen och Blåbärsmossen och vid Rudbäcken och Almyrkärret finns det glupar.